# Ellesmere (Shropshire)
Ellesmere ist eine Kleinstadt nahe Oswestry in der Grafschaft Shropshire in den West Midlands in England. Sie liegt in der Nähe von einigen Seen, die als The Meres bezeichnet werden.

## Verkehr
Ellesmere liegt an einem Nebenarm des Llangollen-Kanal.

## Söhne und Töchter der Stadt
- Francis Kynaston (1587–1642), Dichter und Höfling am Hof von Karl.I
- Eglantyne Jebb (1876–1928), Aktivistin für die Kinderrechte
- David C. Phillips (1924–1999), Chemiker